# Sunny Suljic

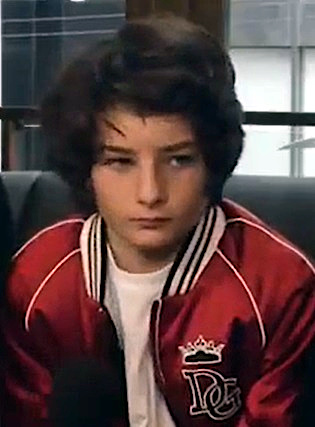
Sunny Suljic (2018)

Sunny Suljic (* 10. August 2005) ist ein US-amerikanischer Schauspieler.

## Leben
Suljic stammt aus Roswell in Georgia. Er besuchte bis 2013 das John Casablancas Center in Atlanta.
Ab dem Jahr 2013 folgten erste Auftritte in Film- und Fernsehproduktionen. 2017 übernahm er unter der Regie von Giorgos Lanthimos eine größere Rolle im Psychothriller The Killing of a Sacred Deer. Im Jahr 2018 war er sowohl in Don’t Worry, weglaufen geht nicht von Gus Van Sant als auch in Jonah Hills Coming-of-Age-Film Mid90s zu sehen. In beiden Filmen spielte Suljic, der auch privat Skateboard fährt, einen jungen Skateboard-Fahrer.
Im Videospiel God of War aus dem Jahre 2018 übernahm Suljic die Rolle des Atreus, dem Sohn von Kratos. In der Fortsetzung God of War Ragnarök hat er diese Rolle erneut übernommen.

## Filmografie (Auswahl)
- 2013: Ruined (Kurzfilm)
- 2014: Criminal Minds (Fernsehserie, Episode 9x19)
- 2015: 1915
- 2015: The Unspoken
- 2016: Shady Neighbors (Fernsehfilm)
- 2017: The Killing of a Sacred Deer
- 2017: Summer of 17 (Kurzfilm)
- 2018: Don’t Worry, weglaufen geht nicht (Don’t Worry, He Won’t Get Far on Foot)
- 2018: Mid90s
- 2018: Das Haus der geheimnisvollen Uhren (The House with a Clock in Its Walls)
- 2020: The Christmas Chronicles: Teil zwei (The Christmas Chronicles: Part Two)
- 2021: North Hollywood
- 2025: Lurker